# Barchon
 (juin 2020).
Si vous disposez d'ouvrages ou d'articles de référence ou si vous connaissez des sites web de qualité traitant du thème abordé ici, merci de compléter l'article en donnant les références utiles à sa vérifiabilité et en les liant à la section « Notes et références ».
Barchon (en wallon Bårhon) est une section de la commune belge de Blegny située en Région wallonne dans la province de Liège. C'était une commune à part entière depuis sa séparation de Cheratte le 16 avril 1879 jusqu'à la fusion des communes de 1977.

## Démographie
- Sources : INS, Rem. : 1831 jusqu'en 1970 = recensements, 1976 = nombre d'habitants au 31 décembre.

## Histoire

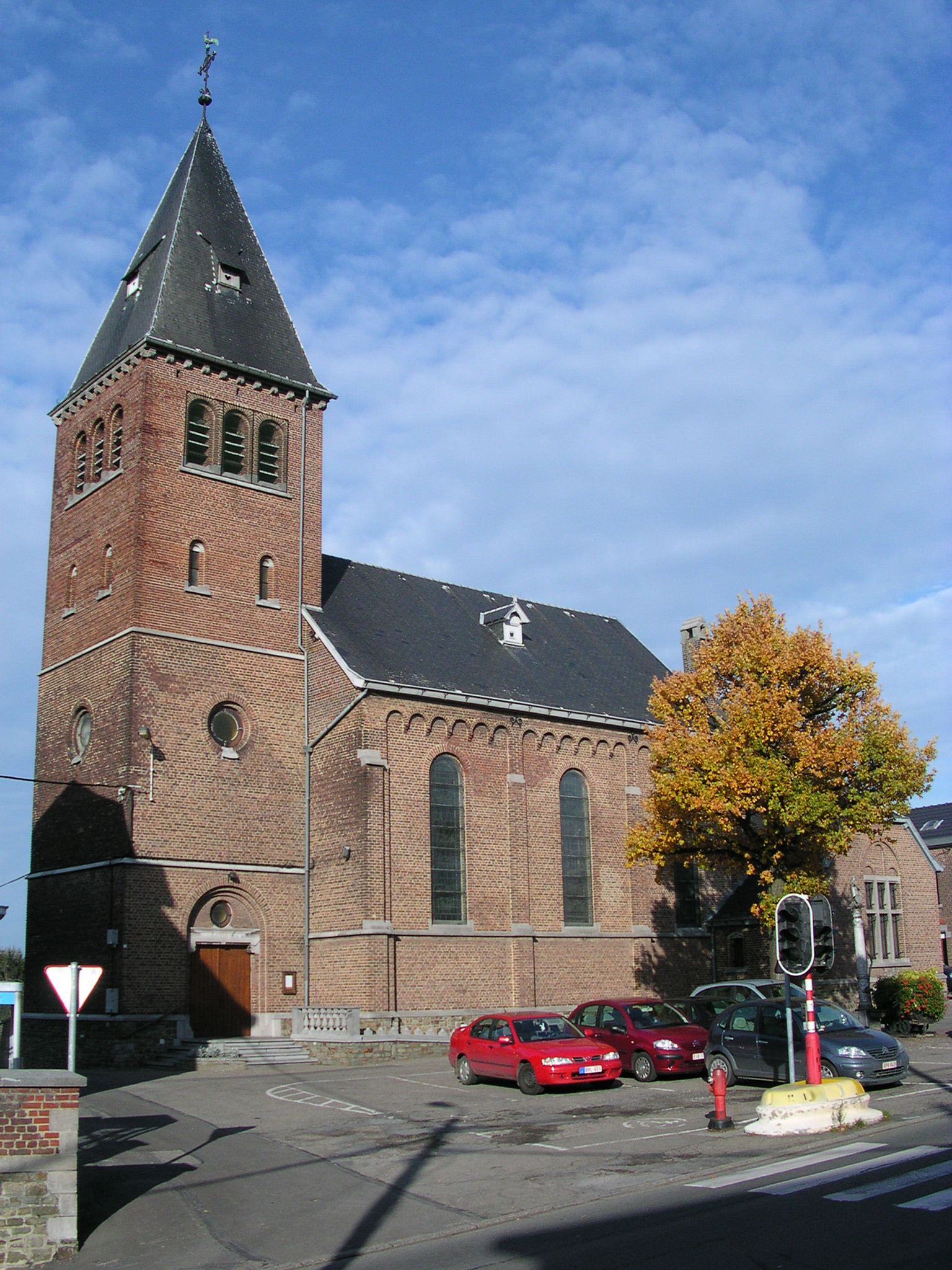
L’église Saint-Clément.

En 1888, le général Henri Alexis Brialmont construisit à Barchon-même le fort de Barchon qui fera partie de la ceinture fortifiée, ceinture constituée de forts autour de la ville de Liège.
Les vestiges du fort sont toujours visibles aujourd'hui. Celui-ci reste un lieu de promenade et de visite. Certaines activités comme l'escalade et des brocantes y sont parfois organisées.
Le 14 août 1914, le 85e RI de l'armée impériale allemande passa 32 civils par les armes et détruisit 110 maisons lors des atrocités allemandes commises au début de l'invasion.

## Vie associative
La jeunesse barchonnaise organise traditionnellement la fête du village lors du week-end de la Pentecôte.

#### Histoire
- Comté de Dalhem
- Duché de Limbourg

#### Géographie
- Pays de Herve
- Entre-Vesdre-et-Meuse

#### Personnalité
- Guillaume de Prez (Barchon)